# 文懿皇后
文懿皇后崔氏（？—？），宋僖祖趙朓妻。
崔氏事跡不詳，只知她嫁與宋僖祖及生子宋順祖趙珽。建隆元年（960年）九月，宋太祖追上諡號為文懿皇后。